# Neisser Loyola
Neisser Loyola (Cienfuegos, 28 juli 1998) is een Belgisch schermer van Cubaanse origine.

## Levensloop
Loyola groeide op in Cuba. Zijn vader (Nelson Loyola Torriente) en oom (Wilfredo Loyola) waren eveneens actief in het schermen. Het gezin migreerde naar België toen zijn vader werd aangesteld als coach van het Belgisch schermteam. In 2018 verkreeg Loyola de Belgische nationaliteit.
In 2022 behaalde hij brons in de degen-competitie op de wereldkampioenschappen te Caïro. Hij werd er uitgeschakeld in de halve finale door de Fransman Romain Cannone. In 2023 behaalde hij zilver op de Grand Prix te Doha en in 2024 behaalde hij zilver op de wereldbeker-manche te Tbilisi. Hij verloor er de finale tegen Cannone. Op de Olympische Zomerspelen van Parijs in 2024 geraakte hij tot in de kwartfinale. Op 26 januari 2025 haalde Loyola in Doha voor de eerste keer in zijn carrière een eindzege binnen in een  Grand Prix.